# Провінція Ното
Провінція Ното (яп. 能登国 — ното но куні, «країна Ното»"; 能州 — носю, «провінція Ното») — історична провінція Японії у регіоні Тюбу у центрі острова Хонсю. Відповідає північній частині сучасної префектури Ісікава.

## Короткі відомості
Провінція Ното була утворена у 718 році шляхом поділу провінції Етідзен. Центр новоствореної адміністративної одиниці знаходився у сучасному місті Нанао.
Впродовж 8-9 століть провінція Ното була місцем прийому посольств держави Бохай.
З 12 по 14 століття землями провінції володів рід Ходзьо, представники якого були фактичними правителями Камакурського сьоґунату. У 15 столітті їх замінив рід Хатакеяма, який згодом був заміщений родом Маеда.
У період Едо (1603—1867) провінція Ното, разом із провінцією Каґа, належали до володінь Маеда.
У результаті адміністративної реформи 1872 року, провінція Ното увійшла до складу префектури Ісікава.

## Повіти
- Ното 能登郡 (Касіма 鹿島郡)
- Судзу 珠洲郡
- Фуґесі 鳳至郡
- Хакуі 羽咋郡